# Costa de Carelia

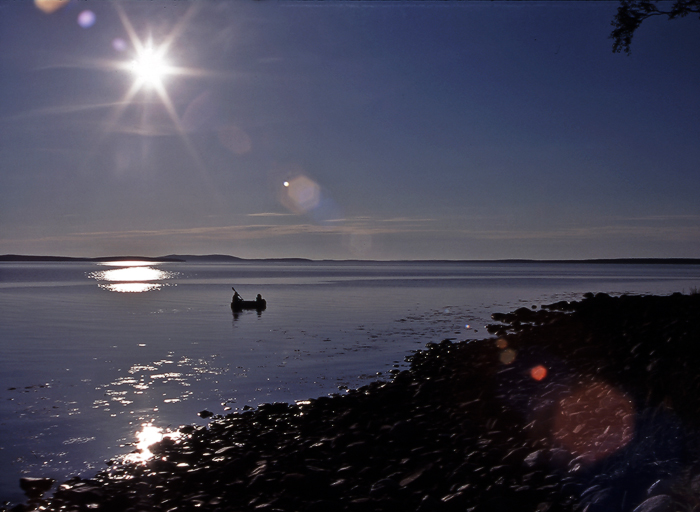
Imagen de pescadores en la costa

La costa de Carelia (Карельский берег en ruso, transl.: Karelskiy bereg) es un área costera localizada en el noroeste de Rusia que abarca el litoral entre la república de Carelia y parte del óblast de Murmansk y cuyas aguas costas están bañadas por el mar Blanco.
Sus ríos principales son el Kovda y el Kem. 
El litoral está administrado tanto por el distrito de Kandalakshskiy (de Murmansk) como por el de Kemsky y Loukhskiy (de Carelia).
A lo largo de la línea costera se encuentran las localidades de Kovda, Beloye More, Lesozadovskiy y Kem (todas de Murmansk) y Kem.
La zona empezó a ser poblada a partir del siglo XIII por pomory y carelios.